# 朱翊鉉
穀城昭宪王朱翊铉（1550年—1592年），明朝吉端王朱載均庶第四子，明英宗之來孫。

## 生平
嘉靖三十八年（1559年）十月，明世宗遣武安伯鄭崑等為正使持節、翰林院修撰唐汝楫等為副使捧冊，封朱翊鉉為穀城王。
隆慶元年（1567年）四月，明穆宗御皇極殿传诏遣使持節冊封兵馬指揮黃佐的女兒為穀城王妃。
万历二十年（1592年），朱翊铉過世。万历二十二年（1594年）四月，賜諡昭憲。
万历二十四年（1596年）五月，其嫡长子朱常灆受册袭封。